# دوري السوبر السويسري 2013–14
دوري السوبر السويسري لعام 2014–15 (بالفرنسية: Championnat de Suisse de football) هي الدرجة الممتازة لكرة القدم في سويسرا، ويشارك في الدوري الممتاز 10 نادي. وتم تأسيسه في عام 1897.
يلعب كل فريق 4 مباريات مع الفريق الآخر اثنان على ملعب أحدهما واثنان على ملعب الفريق الآخر والفائز في المبارة يحصل على 3 نقاط والمتعادلين يحصلا على نقطة لكل فريق وأكثر الفرق حصولا على عدد من النقاط يتوج ببطل دوري السوبر، فاز بهذه النسخة من الدوري نادي بازل للمرة السابعة عشر له.